# 蒙特塞拉多县
蒙特塞拉多縣（英語：Montserrado County）是是賴比瑞亞15縣之一，位於西非國家賴比瑞亞的西北部。下分有4個區。本森維爾為此縣首府，全縣面積1,909平方公里（737平方哩），是15縣中最小者。根據2008年人口普查，此現有人口1144806，為15縣中人口最多者。
此縣創立於1847年，為賴比瑞亞歷史最悠久的縣。蒙羅維亞為賴比瑞亞人口最多的城市且為首都，有1,010,970居民，亦位於此縣境內。此縣西部接壤伯米縣，邦縣位於其北部，東面為馬吉比縣，南部臨大西洋海岸。

## 地理
位於賴比瑞亞海岸西北三分之一處，蒙特塞拉多縣和三個縣接壤，南部邊界臨大西洋。土壤主要是由內陸山谷經溪流沖積的沖積土壤、粘土為主。在近海岸低地上主要植被為棕櫚樹、紅樹林和稀林草原草原，內陸丘陵和山谷則為熱帶森林覆蓋。河流包括聖保羅河、梅蘇拉多河、都河(River Do)和寶河(River Po)。

## 氣候
氣候乾季和雨季有別的熱帶氣候。年降水量大約1900毫米。從5月到11月是雨季，其次是乾季從12月到4月。在乾季風從撒哈拉沙漠吹來的風被稱為哈馬拉坦風，並造成12月至3月的溫度波動。

## 縣旗
縣旗有綠色、棕色、藍色和紅色。 一半是紅色，一半是藍色，沿對左下角到右上角的對角線分割。藍包括頂部的一半，標誌著蒙特塞拉多是第一個縣。紅色在底部，代表部落成員和非洲裔移民之間的流血戰爭。中心是一個樹木圖形，象徵農業和土壤。左上角則有賴比瑞亞國旗。

## 基礎建設

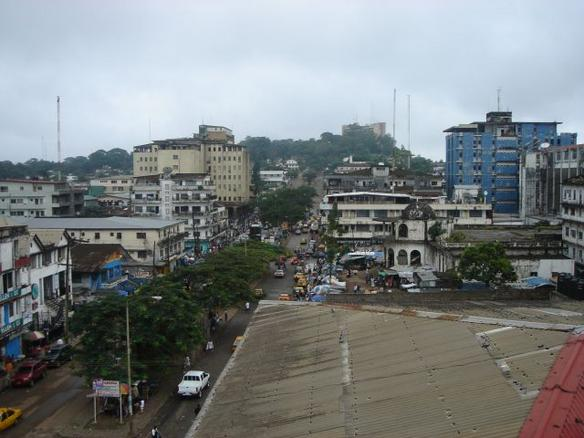
門羅維亞城市景觀

賴比瑞亞水資源和下水道公司提供水至一些地區的縣。在此內戰之前，此公司從咖啡山水電站工程引用水並提供供水和污水處理。此縣內大約有13,000口井在縣和518手動泵。在醫療方面，2008年時全縣有8個醫院，9個保健中心，以及約93個醫療診所。蒙特塞拉多縣電力有限，大多數電力由私人發電機提供。縣內有4家私營公司提供行動電話服務。阿什蒙德街是蒙羅維亞的主要街道。

## 外部連結
- List of villages[]
- Place name codes[]